# Hermann Cohn (Politiker)
Hermann Cohn (* 28. Oktober 1869 in Dessau; † 24. Januar 1933 in Dessau) war ein deutscher Jurist und Politiker (FVp, FVP, DDP).

## Leben und Beruf

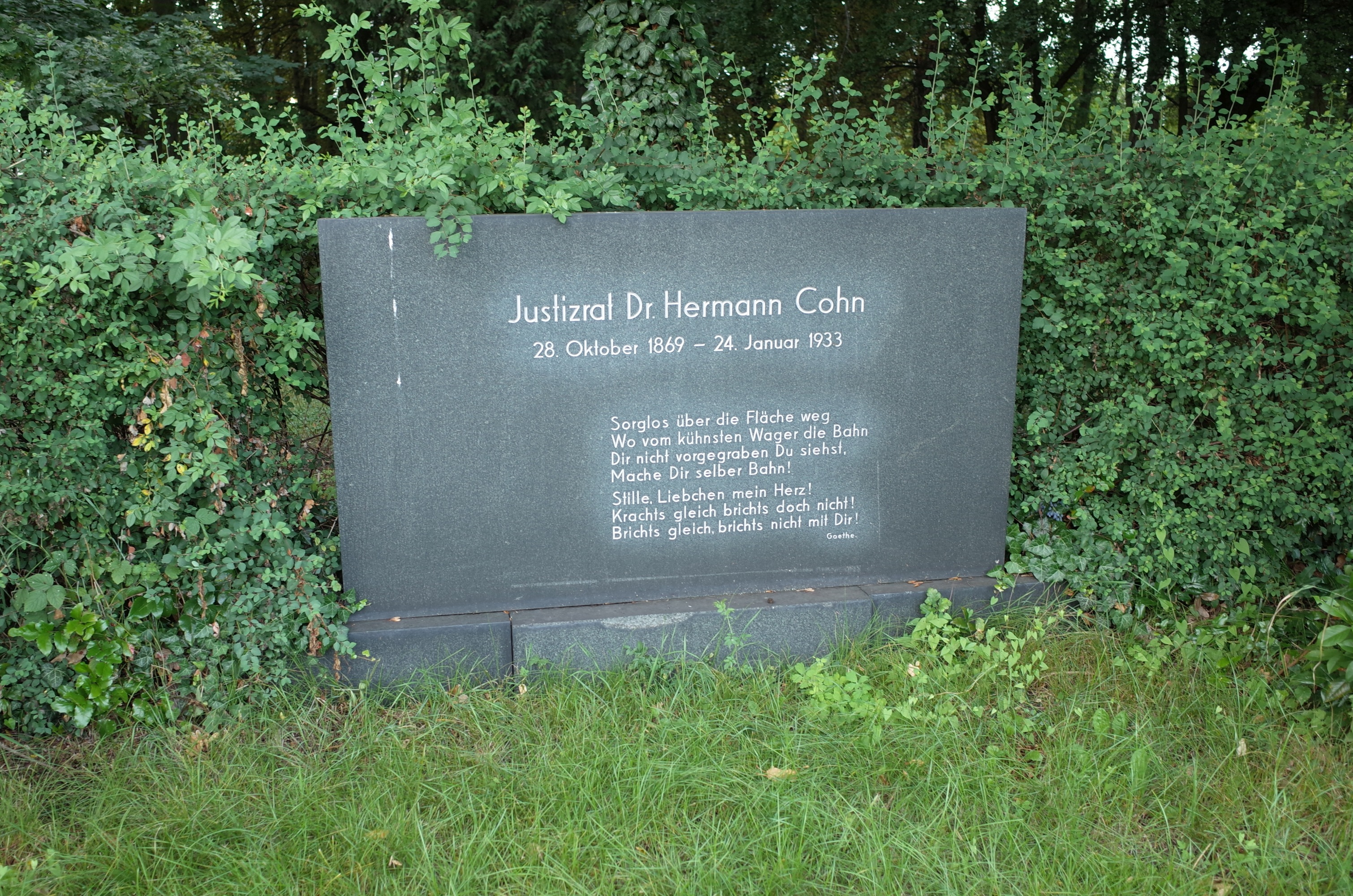
Ruhestätte in Dessau

Cohn wurde in einer Dessauer jüdischen Familie geboren. Nach dem Abitur nahm er ein Studium der Rechtswissenschaft auf, das er 1897 mit der Promotion zum Dr. jur. beendete. Im Anschluss arbeitete er als Rechtsanwalt und Notar in Dessau. Er gehörte dem Central-Verein deutscher Staatsbürger jüdischen Glaubens an, war ab 1908 Mitglied von dessen Hauptvorstand sowie ab 1921 Vorsitzender der israelitischen Kultusgemeinde in Dessau. Er publizierte u. a. in der Allgemeinen Zeitung des Judentums und trat vielfach als Redner im Geiste des liberalen deutschen Judentums und der Auseinandersetzung mit dem Antisemitismus auf. Die Grabstätte befindet sich auf dem Israelitischen Friedhof in Dessau.

## Politik
Cohn war seit 1902 Stadtverordneter in Dessau und von 1912 bis 1918 Vorsitzender der Stadtverordnetenversammlung. Ab 1902 gehörte er dem Anhaltischen Landtag an. Er war zunächst Mitglied der linksliberalen Freisinnigen Volkspartei (FVp), wechselte später zur Fortschrittlichen Volkspartei (FVP) über. Nach der Novemberrevolution trat er in die Deutsche Demokratische Partei (DDP) ein. Cohn war 1919 Mitglied der Konstituierenden Landesversammlung des Freistaates Anhalt und wurde 1920 in den Landtag des Freistaates Anhalt gewählt, dem er bis 1924 angehörte. Er war von 1918 bis 1922 Staatsrat des Freistaates Anhalt.

## Schriften
- Palästina. Ein Reisebericht. Berlin 1927.